# Kotłówka (Sopieszyno)
Kotłówka – część wsi Sopieszyno w Polsce, położona w województwie pomorskim, w powiecie wejherowskim, w gminie Wejherowo. Leży na wysoczyźnie Pojezierza kaszubskiego, w obrębie północno-wschodniego obrzeża Trójmiejskiego Parku Krajobrazowego.
Kotłówka jest częścią składową sołectwa Sopieszyno.
W latach 1975–1998 Kotłówka administracyjnie należała do województwa gdańskiego.